# Općina Tišina
Općina Tišina (slo.:Občina Tišina) je općina u sjeveroistočnoj Sloveniji u pokrajini Prekomurje i statističkoj regiji Pomurje. Središte općine je naselje Tišina s 452 stanovnika.

## Zemljopis
Općina Puconci nalazi se u sjeveroistočnom dijelu Slovenije. 

## Naselja u općini
Borejci, Gederovci, Gradišče, Krajna, Murski Črnci, Murski Petrovci, Petanjci, Rankovci, Sodišinci, Tišina, Tropovci, Vanča vas

## Vanjske poveznice
- Službena stranica općine  Arhivirana inačica izvorne stranice od 3. rujna 2021. (Wayback Machine)